# Scelolophia phyrctaria
Scelolophia phyrctaria là một loài bướm đêm trong họ Geometridae.